# Olkhovatka (Novi Oskol)
|  | Per a altres significats, vegeu «Olkhovatka». |

Olkhovatka - Ольховатка (rus) - és un poble de l'óblast de Bélgorod, a Rússia. El 2010 tenia 787 habitants. Pertany al districte (raion) de Novi Oskol.